# Othello (film, 1947)
Pour l’article homonyme, voir Othello.
Pour plus de détails, voir Fiche technique et Distribution.
Othello ou Double Vie (A Double Life) est un film américain réalisé par George Cukor et sorti en 1947.

## Synopsis
Anthony John est l'un des comédiens les plus réputés de Broadway, à l'aise aussi bien dans la comédie que dans le drame. Mais lorsque son agent lui propose de monter Othello, Tony se montre réticent. Il sait que ses rôles ont tendance à influencer sa vie privée ; c'est d'ailleurs ce qui a causé l'échec de son mariage avec Brita, sa partenaire attitrée. Cependant, poussé par le désir de briller dans un rôle difficile, Tony finit par se laisser convaincre. Avec Brita en Desdémone, le spectacle triomphe mais bientôt le comédien se sent dominé par la jalousie meurtrière de son personnage.

## Fiche technique
- Titre original : A Double Life ; Inspiration, The Art of Murder (titres de travail
- Titre français : Othello ; Double Vie (titre alternatif) ; Une double vie (Belgique)
- Réalisation : George Cukor
- Scénario : Ruth Gordon et Garson Kanin d'après Othello ou le Maure de Venise de William Shakespeare
- Direction artistique : Harry Horner (supervision) ; Harvey T. Gillett, Bernard Herzbrun
- Décors : John P. Austin, Russell A. Gausman
- Costumes : Travis Banton et Yvonne Wood (robes)
- Photographie : Milton R. Krasner
- Montage : Robert Parrish
- Musique : Miklós Rózsa
- Production : Michael Kanin
- Société de production : Kanin Productions, Universal Pictures
- Société de distribution : Universal Pictures
- Pays de production :  États-Unis
- Langue originale : anglais, italien
- Format : noir et blanc – 35 mm – 1,37:1 – mono (Western Electric Recording)
- Genre : drame
- Durée : 104 minutes
- Date de sortie : 
  - États-Unis : 25 décembre 1947 (Los Angeles)
  - France : 11 août 1948
- Affiche : Constantin Belinsky (France)

## Distribution
- Ronald Colman : Anthony John
- Signe Hasso : Brita Kaurin
- Edmond O'Brien : Bill Friend
- Shelley Winters : Pat Kroll
- Ray Collins : Victor Donlan
- Philip Loeb : Max Lasker
- Millard Mitchell : Al Cooley
- Joe Sawyer : Pete Bonner
- Charles La Torre : Stellini
- Whit Bissell : le docteur Roland F. Stauffer
- David Bond, Frederick Worlock : acteurs dans Othello
- Elliott Reid : un acteur dans A Gentleman's Gentleman
- Mary Young : une actrice dans A Gentleman's Gentleman
- John Drew Colt : un régisseur
- Peter Thompson : l'assistant-régisseur
- Elizabeth Dunne : Gladys
- Alan Edmiston : Rex
- Art Smith : un perruquier
- Sid Tomack : l'autre perruquier
- Angela Clarke : Lucy
- Claire Carleton : une serveuse
- Robert Emmett Keane : le second photographe
- William Bailey : un détective

## Récompenses et distinctions
- Oscar du meilleur acteur pour Ronald Colman
- Oscar de la meilleure musique de film pour Miklós Rózsa
- Golden Globe du meilleur acteur pour Ronald Colman